# Wereldkampioenschap voetbal 2018 (Groep G) Panama - Tunesië
Dit artikel gaat over de wedstrijd in de groepsfase in groep G tussen Panama en Tunesië die gespeeld werd op donderdag 28 juni 2018 tijdens het wereldkampioenschap voetbal 2018.

## Voorafgaand aan de wedstrijd
- Panama stond bij aanvang van het toernooi op de 55e plaats van de FIFA-wereldranglijst.[1]
- Tunesië stond bij aanvang van het toernooi op de 21e plaats van de FIFA-wereldranglijst.[2]
- De confrontatie tussen de nationale elftallen van Panama en Tunesië vond nooit eerder plaats.[3]
- Het duel vindt plaats in het Mordovia Arena in Saransk. De bouw aan dit stadion begon in 2011 en was klaar in 2017. Het stadion heeft tijdens het wereldkampioenschap een capaciteit van 45.000.

## Wedstrijdgegevens[4]
| Datum                | 28 juni 2018                                                                                           | 28 juni 2018                                                                                           |
| Wedstrijdnummer      | 47 | 47 |
| Stadion              | Mordovia Arena, Saransk                                                                                | Mordovia Arena, Saransk                                                                                |
| Toeschouwers         | 37.168                                                                                                 | 37.168                                                                                                 |
| Scheidsrechter       | Nawaf Shukralla                                                                                        | Nawaf Shukralla                                                                                        |
| Assistenten          | Yaser Tulefat Taleb Al Marri                                                                           | Yaser Tulefat Taleb Al Marri                                                                           |
| Vierde official      | Mehdi Abid Charef                                                                                      | Mehdi Abid Charef                                                                                      |
| Videoscheidsrechters | Tiago Martins Marvin Torrentera (assistent) Abdulrahman Al Jassim (assistent) Sandro Ricci (assistent) | Tiago Martins Marvin Torrentera (assistent) Abdulrahman Al Jassim (assistent) Sandro Ricci (assistent) |
| Man van de wedstrijd | Fakhreddine Ben Youssef                                                                                | Fakhreddine Ben Youssef                                                                                |
|                      | Panama                                                                                                 | Tunesië                                                                                                |
| Doelpunten           | 1 | 2 |
| Gele kaarten         | 3 | 3 |
| Rode kaarten         | 0 | 0 |
| Wissels              | 3 | 3 |
| Schoten op doel      | 4 | 7 |
| Schoten naast doel   | 4 | 4 |
| Overtredingen        | 18 | 19 |
| Hoekschoppen         | 0 | 6 |
| Buitenspel           | 4 | 1 |
| Balbezit (%)         | 36 | 64 |

| Panama | 1 – 2        | Tunesië |
| Yassine Meriah 33' (e.d.) | goals        | 51' Fakhreddine Ben Youssef 66' Wahbi Khazri |
| Hernán Darío Gómez | bondscoach   | Nabil Maâloul |
| Jaime Penedo Adolfo Machado Román Torres 56' Fidel Escobar Luis Ovalle Aníbal Godoy Gabriel Gomez Ricardo Ávila 81' José Luis Rodríguez Gabriel Torres 46' Edgar Bárcenas | opstellingen | Aymen Mathlouthi Hamdi Naguez Rami Bedoui Yassine Meriah Oussama Haddadi Ghaylène Chaaleli Ellyes Skhiri 46' Ferjani Sassi Fakhreddine Ben Youssef 89' Wahbi Khazri 77' Naim Sliti |
| Harold Cummings 56' Abdiel Arroyo 81' Luis Tejada 51' | wissels      | 46' Anice Badri 77' Ahmed Khalil 89' Bassem Srarfi |
| Ricardo Ávila 78' Gabriel Gomez 80' Luis Tejada 90+6' | gele kaarten | 44' Ferjani Sassi 71' Anice Badri 90+3' Ghaylène Chaaleli |
| | rode kaarten | |